# Leslie White
Leslie Alvin White, född 1900 i Salida i Colorado, död 1975 i Lone Pine i Kalifornien, var en amerikansk antropolog som var känd för sitt förespråkande av teorier om kulturell evolution, social evolutionism och framför allt neoevolutionism. White är även känd för sin roll vid skapandet av institutionen för antropologi vid University of Michigan i Ann Arbor i USA. White var president för det amerikanska antropologisällskapet; American Anthropological Association (1964).

## Publikationer i urval
- Ethnological Essays: Selected Essays of Leslie A. White. University of New Mexico Press. 1987.
- The Science of Culture: A study of man and civilization. Farrar, Straus and Giroux, 1949.
- The Pueblo of Santa Ana, New Mexico. American Anthropological Association Memoir 60, 1942.
- The Pueblo of Santo Domingo. American Anthropological Association Memoir 60, 1935.
- The Pueblo of San Felipe. American Anthropological Association Memoir No. 38, 1932.
- The Acoma Indians. Bureau of American Ethnology, 47th annual report, pp. 1-192. Smithsonian Institution, 1932.